# Buxted
Buxted is een civil parish in het bestuurlijke gebied Wealden, in het Engelse graafschap East Sussex met 3343 inwoners.